# Nébias
Nébias é uma comuna francesa na região administrativa de Occitânia, no departamento de Aude. Estende-se por uma área de 12,69 km². Em 2010 a comuna tinha 258 habitantes (densidade: 20,3 hab./km²).